# Rodolfo Cano
Rodolfo Cano (ur. 18 czerwca 1965) – gwatemalski judoka. Olimpijczyk z Atlanty 1996, gdzie zajął 32. miejsce w wadze średniej.
Trzeci na mistrzostwach karaibskich w 2001 roku.

## Letnie Igrzyska Olimpijskie 1996
| Konkurencja | Eliminacje           | Klas. końcowa |
| Konkurencja | Przeciwnik I         | Miejsce       |
| ----------- | -------------------- | ------------- |
| 86 kg       | Nicolas Gill (CAN) P | 32.           |